# Cédric Hominal
Cédric Hominal est un joueur franco-suisse de volley-ball né le 2 mars 1984 à Lausanne. Il mesure 1,87 m et joue au poste de passeur.

## Clubs
| Club                   | De        | À         |
| ---------------------- | --------- | --------- |
| Chênois Genève         | 2001-2002 | 2002-2003 |
| Lausanne UC            | 2003-2003 | 2007-2008 |
| CA Brive               | 2008-2009 | 2009-2010 |
| ASUL Lyon              | 2010-2011 | 2010-2011 |
| Tours VB               | 2011-2012 | 2011-2012 |
| Nantes-Rezé MV         | 2012-2013 | 2012-2013 |
| Avignon VB             | 2013-2014 | 2013-2014 |
| Le Plessis-Robinson VB | 2014-2015 | 2014-2015 |
| Lausanne UC            | 2015-2016 | ...       |

## Palmarès
- Championnat de France (1)
  - Vainqueur : 2012
- Championnat de France Pro B (2e division) (1)
  - Vainqueur : 2011, désigné meilleur passeur du championnat
- Championnat de Suisse (2)
  - Vainqueur : 2002, 2008
- Coupe de Suisse (3)
  - Vainqueur : 2002, 2003, 2008